# 图青
图青（德語：Tutzing，發音：[ˈtʊtsɪŋ]）是德国巴伐利亚州上巴伐利亚行政区施塔恩贝格县的市镇，面积35.65平方千米，2023年12月31日人口为9,960人。慕尼黑城铁在图青设有图青站。现任泰国国王玛哈·哇集拉隆功在此地拥有别墅并定居于此。

## 友好城市
- 法國 巴涅尔德比戈尔
- 匈牙利 巴拉頓凱奈謝